# Ture Bengtsson (Bielke) den yngre
Ture Bengtsson (Bielke) den yngre var riddare, riksråd, häradshövding i Lagunda härad och Åkerbo härad, samt åren 1409–1414 lagman i Uppland. Ture Bengtsson var en av Bo Jonsson Grips testamentsexekutorer och var därmed en av de första svenska stormän som gick i tjänst hos drottning Margareta.
År 1405 var han ledare för den delegation som reste till England för att hemföra drottning Filippa. Förlänades Faxeholm den 15/12 1406:
"Ture Bengtsson, ridder, erklærer, at kong Erik 7. af Pommern har forlenet ham for livstid med Faxeholm borg i Helsingeland samt Hogdal sogn, og kvitterer kongen for al gæld og skyld. - Og til yderligere sikkerhed for alle disse fornævnte stykker da har jeg med vilje og vidende hængt mit segl under dette brev og til vidnesbyrd min broder hr. Sten Bengtssons, hr. Jens Dues og hr. Mogens Munks segl. Givet i Sølvesborg i det Herrens år 1406 onsdag i tamperdagene før Herrens fødselsdag."
Han avled troligen i slutet av 1414 och begravdes i Vadstena klosterkyrka den 14 januari 1415. I Vadstenadiariet omtalas han som "en av detta klosters mest framstående gynnare och den främste bland våra mäktiga riksråd" (översättning Claes Gejrot).
Son till Bengt Turesson (Bielke) och Ingeborg Magnusdotter (Ulvåsaätten).

## Barn
- Sten Turesson (Bielke)